# Лапенков, Иван Адамович
Иван Адамович Лапенков (1912—1972) — Гвардии капитан Рабоче-крестьянской Красной Армии, участник Великой Отечественной войны, Герой Советского Союза (1944).

## Биография
Иван Лапенков родился 15 января 1912 года в деревне Яськовщина (ныне — Дрибинский район Могилёвской области Белоруссии). С 1927 года проживал в городе Ачинске Красноярского края. Окончил неполную среднюю школу. В 1939 году Лапенков был призван в Рабоче-крестьянскую Красную Армию. Участвовал в боях советско-финской войны. Демобилизовавшись, вернулся в Ачинск, работал начальником отделения инкассации районного отделения Госбанка. В июле 1941 года Лапенков повторно был призван в армию и направлен на фронт. В боях три раза был тяжело ранен.
К июлю 1944 года гвардии старший лейтенант Иван Лапенков был заместителем командира 3-го мотострелкового батальона 20-й гвардейской механизированной бригады (8-го гвардейского механизированного корпуса, 1-й гвардейской танковой армии, 1-го Украинского фронта). Отличился во время освобождения Львовской области Украинской ССР и Польши. 18 июля 1944 года группа во главе с Лапенковым переправилась через Западный Буг в районе села Добрячин и захватил плацдарм на его западном берегу, удерживая его до переправы всего батальона. 27 июля 1944 года под польским городом Ярослав, когда батальон попал в окружение, Лапенков руководил рядом атак на немецкие позиции, лично уничтожив около 20 солдат и офицеров противника. 30 июля 1944 года Лапенков провёл разведку места для форсирования Вислы в районе города Баранув-Сандомерски и разгромил немецкую колонну, уничтожив около 40 солдат и офицеров противника. Во время переправы Лапенков находился в первых рядах, принимал активное участие в захвате и удержании плацдарма на западном берегу Вислы, лично уничтожив ещё 23 солдата и офицера противника.
Указом Президиума Верховного Совета СССР от 23 сентября 1944 года за «мужество, отвагу и героизм» гвардии старший лейтенант Иван Лапенков был удостоен высокого звания Героя Советского Союза с вручением ордена Ленина и медали «Золотая Звезда» за номером 4571.
После окончания войны в звании капитана Лапенков был уволен в запас. Вернулся в Ачинск. Умер 6 декабря 1972 года, похоронен в Ачинске.

## Награды
- Медаль «Золотая звезда» (23.09.1944);
- Орден Ленина (23.09.1944);
- Орден Красного Знамени (10.04.1945);
- Орден Красной Звезды (19.06.1944);
- Медали.

## Память
В 1980 году, в Ачинске в честь Лапенкова назван проспект. В 2020 году, МБОУ «Средняя Школа № 16», по инициативе администрации школы Черновой Н. Ю. и Цит С. З. переименована в МБОУ «Школа 16 им. Героя Советского Союза И. А. Лапенкова».